# 古吉斯貝格

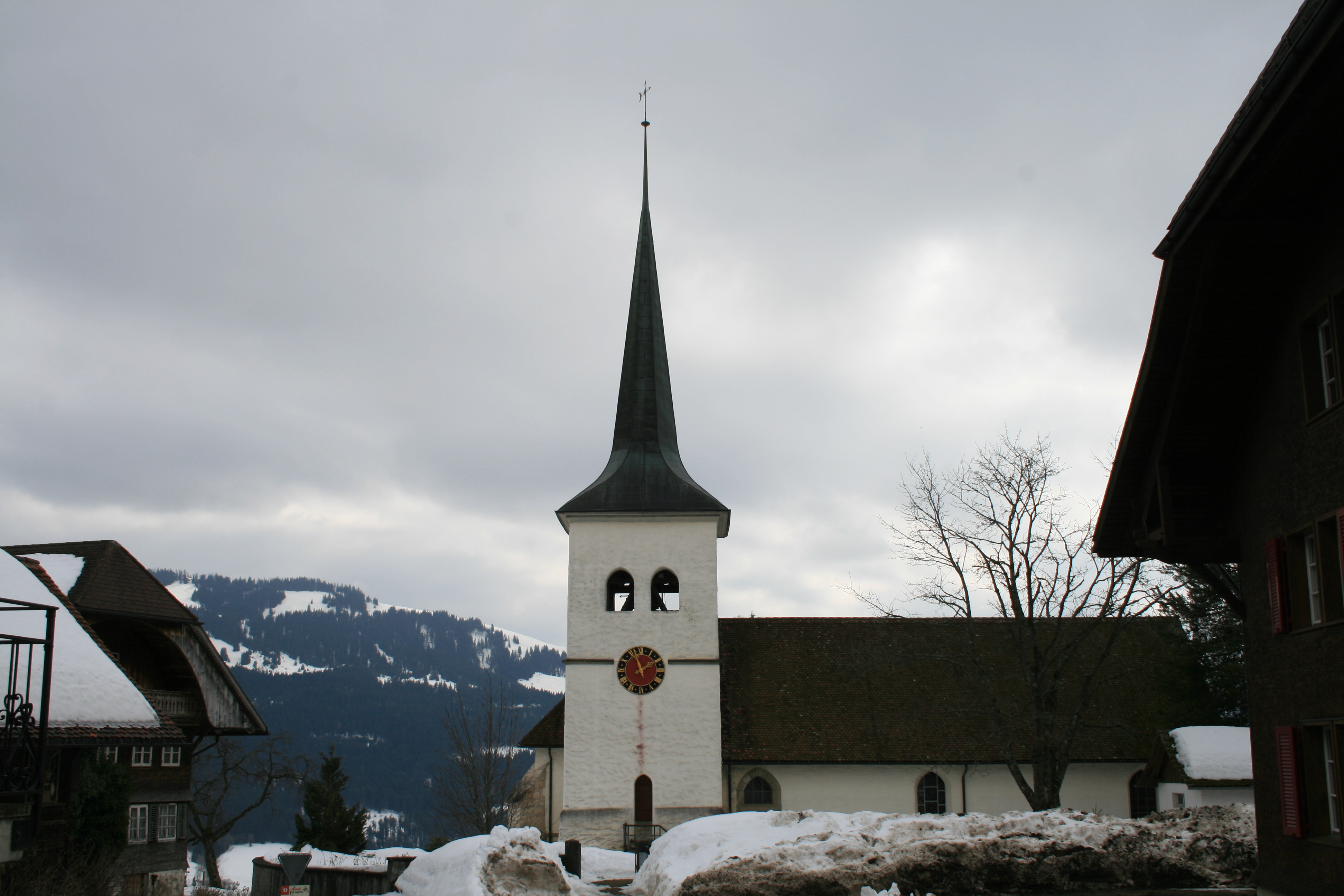

古吉斯貝格是瑞士的城鎮，位於該國中西部，由伯恩州負責管轄，面積54.91平方公里，海拔高度1,115米，2011年人口1,538，人口密度每平方公里28人。

## 外部連結
- Official website （页面存档备份，存于） （德文）